# Coupe de Suisse de football 2020-2021
Navigation
Édition précédente Édition suivante
La 96e Coupe de Suisse commence le 29 août 2020 et se termine le 24 mai 2021. Le vainqueur de la compétition se qualifie pour le 3e tour de la Ligue Europa Conférence.
Elle se conclut sur la victoire du FC Lucerne qui remporte son 3e trophée en battant le FC Saint-Gall en finale sur le score de 3 buts à 1.

## La formule
18 équipes participent au 1er tour de la Coupe de Suisse dont sept qui proviennent de la Première Ligue (Promotion League & 1re ligue) ainsi que 11 de la ligue amateur. Les neuf vainqueurs du 1er tour sont rejoints par quinze clubs de la Swiss Football League. Les cinq clubs de la Super League non-européens ainsi que les dix clubs de la Challenge League sont qualifiés d'office pour la Coupe de Suisse. Le FC Vaduz, actif en Super League, n'est pas autorisé à jouer, car il participe déjà aux matches de la Coupe du Liechtenstein. Les quatre clubs européens sont qualifiés d'office pour le 3e tour.
- 1er tour : 18 clubs (7 de Première Ligue et 11 de ligue amateur). Les équipes de ligues inférieures ont l'avantage du terrain.

- 2e tour : 24 clubs (9 du 1er tour et 15 de SFL). Les équipes de Super League ne se rencontrent pas directement. Les équipes de ligues inférieures ont l'avantage du terrain.

- 3e tour (1/8 de finale) : 16 clubs (12 du 2e tour et les 4 européens). Les équipes de ligues inférieures ont l'avantage du terrain.

- Dès le 4e tour (1/4 de finale) : Les équipes de ligues inférieures ont l'avantage du terrain.

## Clubs participants
| Super League (9 clubs) | Challenge League (10 clubs) | Promotion League (3 clubs)                           | 1re ligue (4 clubs)                                       | 2e ligue interrégionale (4 clubs)                            | 2e ligue (4 clubs)                                   | 3e ligue (3 clubs)                             |
| --- | --- | ---------------------------------------------------- | --------------------------------------------------------- | ------------------------------------------------------------ | ---------------------------------------------------- | ---------------------------------------------- |
| - FC Bâle - FC Lausanne-Sport - FC Lucerne - FC Lugano - Servette FC - FC Sion - FC Saint-Gall - BSC Young BoysTT - FC Zurich | - FC Aarau - FC Chiasso - GC Zurich - SC Kriens - Neuchâtel Xamax FCS - FC Schaffhouse - FC Stade Lausanne Ouchy - FC Thoune - FC Wil - FC Winterthour | - FC Black Stars Bâle - FC Köniz - FC Stade nyonnais | - FC Tuggen - FC Schöltz - FC Solothurn - FC Vevey United | - FC Ajoie-Monterri - FC Monthey - FC Schoftland - FC Sierre | - SC Balerna - FC Dübendorf - FC Laufen - FC Savièse | - FC Dürrenast - AS Haute-Broye - FC Zollbrück |

TT = Tenant du titre

## Résultats

### 1ertour
| Équipe 1                   | Résultat | Équipe 2                 |
| -------------------------- | -------- | ------------------------ |
| 29 août 2020               |          |                          |
| FC Schoftland (2e int.)    | 6 - 1    | (2e int.) FC Sierre      |
| FC Monthey (2e int.)       | 2 - 1    | (PL) FC Black Stars Bâle |
| AS Haute-Broye (3e)        | 1 - 4    | (1re) FC Vevey United    |
| 30 août 2020               |          |                          |
| FC Laufen (2e)             | 0 - 6    | (1re) FC Solothurn       |
| FC Dübendorf (2e)          | 1 - 2    | (1re) FC Schöltz         |
| FC Savièse (2e)            | 0 - 2    | (2e) SC Balerna          |
| FC Ajoi-Monterri (2e int.) | 0 - 2    | (1re) FC Tuggen          |
| FC Zollbrück (3e)          | 0 - 7    | (PL) FC Stade nyonnais   |
| 31 août 2020               |          |                          |
| FC Dürrenast (3e)          | 1 - 5    | (PL) FC Köniz            |

### 2etour
| Équipe 1                     | Résultat | Équipe 2               |
| ---------------------------- | -------- | ---------------------- |
| 11 septembre 2020            |          |                        |
| FC Schaffhouse (CL)          | 1 - 2 ap | (SL) FC Lugano         |
| 12 septembre 2020            |          |                        |
| FC Tuggen (1re)              | 1 - 2    | (CL) FC Winterthour    |
| FC Schöltz (1re)             | 0 - 3    | (SL)FC Sion            |
| FC Stade nyonnais (PL)       | 1 - 3    | (SL) FC Lausanne-Sport |
| FC Stade Lausanne Ouchy (CL) | 1 - 2    | (CL) Grasshopper       |
| FC Aarau (CL)                | 4 - 3 ap | (CL) FC Wil            |
| FC Vevey United (1re)        | 3 - 0    | (PL) FC Köniz          |
| 13 septembre 2020            |          |                        |
| FC Schoftland (2e int.)      | 1 - 4    | (1re) FC Solothurn     |
| Neuchâtel Xamax FCS (CL)     | 1 - 4    | (CL) SC Kriens         |
| FC Thoune (CL)               | 0 - 1    | (SL) FC Lucerne        |
| FC Chiasso (CL)              | 3 - 2    | (SL) FC Zurich         |
| 26 septembre 2020            |          |                        |
| SC Balerna (2e)              | 0 - 1    | (2e int.) FC Monthey   |

### Huitièmes de finale
| 10 février 2021 | FC Aarau (CL)                                                    | 4 - 2 a. p.           | (SL) FC Sion                                  |                                                                                    |                                                                                    |
| 17:30 CET       | Rrudhani 12e · Balaj 88e · Giger 110e · Stojilković 112e         | (1 - 0, 2 - 2, 2 - 2) | 62e (pen.) Grgić · 83e Hoarau                 | Stade du Brügglifeld, Aarau Spectateurs : 0 (huis clos) Arbitrage : Sandro Schärer | Stade du Brügglifeld, Aarau Spectateurs : 0 (huis clos) Arbitrage : Sandro Schärer |
| 17:30 CET       | Jäckle 40e · Randy Schneider 54e · Balaj 102e · Stojilković 113e | Rapport               | 41e Bamert · 50e Fickentscher · 68e Jean Ruiz | Stade du Brügglifeld, Aarau Spectateurs : 0 (huis clos) Arbitrage : Sandro Schärer | Stade du Brügglifeld, Aarau Spectateurs : 0 (huis clos) Arbitrage : Sandro Schärer |

| 17 février 2021 | FC Winterthour (CL)                                                             | 6 - 2   | (SL) FC Bâle             |                                                                               |                                                                               |
| 17:30 CET       | Ramizi 18e 60e · Buess 42e (pen.) · Roberto Alves 50e · Pepsi 58e · Mahamid 86e | (2 - 0) | 78e Kasami · 82e Cardoso | Parc Saint-Jacques, Bâle Spectateurs : 0 (huis clos) Arbitrage : Urs Schnyder | Parc Saint-Jacques, Bâle Spectateurs : 0 (huis clos) Arbitrage : Urs Schnyder |
| 17:30 CET       | Gantenbein 13e · Omerovic 66e                                                   | Rapport | 45e Stocker              | Parc Saint-Jacques, Bâle Spectateurs : 0 (huis clos) Arbitrage : Urs Schnyder | Parc Saint-Jacques, Bâle Spectateurs : 0 (huis clos) Arbitrage : Urs Schnyder |

| 24 février 2021 | Grasshopper (CL)                | 2 - 0   | (SL) FC Lausanne-Sport     |                                                         |                                                         |
| 17:30 CET       | Bonatini 69e · Ponde 82e (pen.) | (0 - 0) |                            | Stade du Letzigrund, Zurich Spectateurs : 0 (huis clos) | Stade du Letzigrund, Zurich Spectateurs : 0 (huis clos) |
| 17:30 CET       |                                 | Rapport | 79e Nanizayamo · 80e Barès | Stade du Letzigrund, Zurich Spectateurs : 0 (huis clos) | Stade du Letzigrund, Zurich Spectateurs : 0 (huis clos) |

| 10 mars 2021 | FC Chiasso (CL)              | 1 - 2   | (SL) FC Lucerne         |                                                                                      |                                                                                      |
| 17:30 CET    | Bahloul 48e                  | (0 - 0) | 61e Ndiaye · 88e Schaub | Stadio Riva IV (it), Chiasso Spectateurs : 0 (huis clos) Arbitrage : Lukas Fähndrich | Stadio Riva IV (it), Chiasso Spectateurs : 0 (huis clos) Arbitrage : Lukas Fähndrich |
| 17:30 CET    | Hajrizi 30e · Antoniazzi 49e | Rapport |                         | Stadio Riva IV (it), Chiasso Spectateurs : 0 (huis clos) Arbitrage : Lukas Fähndrich | Stadio Riva IV (it), Chiasso Spectateurs : 0 (huis clos) Arbitrage : Lukas Fähndrich |

| 7 avril 2021 | FC Vevey United (1re)                                | 2 - 4   | (SL) Servette FC                                          |                                                   |                                                   |
| 18:00 CEST   | Hajdini 17e · De Sa 82e                              | (1 - 0) | 61e Stevanović · 70e Kyei · 85e (pen.) 90+2e (pen.) Imeri | Stade de Copet, Vevey Spectateurs : 0 (huis clos) | Stade de Copet, Vevey Spectateurs : 0 (huis clos) |
| 18:00 CEST   | Elefante 52e · Gabriele 58e · Diop 67e · Zouma 90+3e | Rapport | 67e Severin                                               | Stade de Copet, Vevey Spectateurs : 0 (huis clos) | Stade de Copet, Vevey Spectateurs : 0 (huis clos) |

| 7 avril 2021 | FC Monthey (2e int.) | 0 - 3   | (SL) FC Lugano      |                                                             |                                                             |
| 18:00 CEST   |                      | (0 - 2) | 35e 39e 67e Lungoyi | Stade Philippe Pottier, Monthey Spectateurs : 0 (huis clos) | Stade Philippe Pottier, Monthey Spectateurs : 0 (huis clos) |
| 18:00 CEST   | Seabra 74e           | Rapport | 16e Custodio        | Stade Philippe Pottier, Monthey Spectateurs : 0 (huis clos) | Stade Philippe Pottier, Monthey Spectateurs : 0 (huis clos) |

| 8 avril 2021 | FC Saint-Gall (SL)                                  | 4 - 1   | (SL) BSC Young BoysTT                    |                                                                              |                                                                              |
| 18:00 CEST   | Adamu 35e · Duah 50e · Ruiz 84e · Guillemenot 90+3e | (1 - 0) | 54e Fassnacht                            | Kybunpark, Saint-Gall Spectateurs : 0 (huis clos) Arbitrage : Sandro Schärer | Kybunpark, Saint-Gall Spectateurs : 0 (huis clos) Arbitrage : Sandro Schärer |
| 18:00 CEST   | Lüchinger 67e · Görtler 71e                         | Rapport | 7e Sierro · 42e Fassnacht · 90+4e Camara | Kybunpark, Saint-Gall Spectateurs : 0 (huis clos) Arbitrage : Sandro Schärer | Kybunpark, Saint-Gall Spectateurs : 0 (huis clos) Arbitrage : Sandro Schärer |

| Rencontre annulée | FC Solothurn (1re) | 0 - 3 (tapis vert) | (CL) SC Kriens |                               |
|                   |                    |                    |                | Stadion FC Solothurn, Soleure |

TT = Tenant du titre

### Quarts de finale
| 6 avril 2021 | FC Aarau (CL)                         | 3 - 0   | (CL) FC Winterthour                     | Stade du Brügglifeld, Aarau                              |                                                          |
| 18:00 CEST   | Almeida 12e · Bergsma 41e · Gashi 41e | (2 - 0) |                                         | Spectateurs : 0 (huis clos) Arbitrage : Adrien Jaccottet | Spectateurs : 0 (huis clos) Arbitrage : Adrien Jaccottet |
| 18:00 CEST   | Thiesson 66e                          | Rapport | 30e Arnold · 79e Omerovic · 90+3e Lekaj | Spectateurs : 0 (huis clos) Arbitrage : Adrien Jaccottet | Spectateurs : 0 (huis clos) Arbitrage : Adrien Jaccottet |

| 13 avril 2021 | FC Lugano (SL)                                          | 1 - 2 a. p.           | (SL) FC Lucerne                                       | Stadio comunale Cornaredo, Lugano                   |                                                     |
| 17:00 CEST    | Lovrić 20e                                              | (1 - 0, 1 - 1, 1 - 2) | 79e Schürpf · 107e Ndiaye                             | Spectateurs : 0 (huis clos) Arbitrage : Alain Bieri | Spectateurs : 0 (huis clos) Arbitrage : Alain Bieri |
| 17:00 CEST    | Sabbatini 35e · Gerndt 53e · Ardaiz 98e · Lavanchy 101e | Rapport               | 72e Frýdek · 83eSchwegler · 83e Wehrmann · 117e Alabi | Spectateurs : 0 (huis clos) Arbitrage : Alain Bieri | Spectateurs : 0 (huis clos) Arbitrage : Alain Bieri |

| 14 avril 2021 | SC Kriens (CL)                                                         | 2 - 3 a. p.           | (SL) Servette FC                    | Stadion Kleinfeld (de), Kriens                        |                                                       |
| 17:00 CEST    | Mistrafovic 24e · Sessolo 78e                                          | (1 - 0, 2 - 2, 2 - 2) | 67e Cognat · 85e Kyei · 107e Ondoua | Spectateurs : 0 (huis clos) Arbitrage : Nikolaj Hänni | Spectateurs : 0 (huis clos) Arbitrage : Nikolaj Hänni |
| 17:00 CEST    | Mistrafovic 30e · Ulrich 65e · Marleku 72e · Busset 75e · Urtić 120+1e | Rapport               |                                     | Spectateurs : 0 (huis clos) Arbitrage : Nikolaj Hänni | Spectateurs : 0 (huis clos) Arbitrage : Nikolaj Hänni |

| 14 avril 2021 | Grasshopper (CL)           | 1 - 2   | (SL) FC Saint-Gall                                | Stade du Letzigrund, Zurich                        |                                                    |
| 18:00 CEST    | Bonatini 90+3e             | (0 - 2) | 5e Görtler · 18e Víctor Ruiz                      | Spectateurs : 0 (huis clos) Arbitrage : Fedayi San | Spectateurs : 0 (huis clos) Arbitrage : Fedayi San |
| 18:00 CEST    | Acheffay 63e · Arigoni 79e | Rapport | 69e Quintillà · 79e Fazliji · 79e Euclides Cabral | Spectateurs : 0 (huis clos) Arbitrage : Fedayi San | Spectateurs : 0 (huis clos) Arbitrage : Fedayi San |

### Demi-finales
| 4 mai 2021 | FC Aarau (CL) | 1 - 2   | (SL) FC Lucerne       | Stade du Brügglifeld, Aarau                  |                                              |
| 17:30 CEST | Almeida 10e   | (1 - 1) | 4e Ndiaye · 74e Tasar | Spectateurs : 100 Arbitrage : Sandro Schärer | Spectateurs : 100 Arbitrage : Sandro Schärer |
| 17:30 CEST | Rapport       |         |                       | Spectateurs : 100 Arbitrage : Sandro Schärer | Spectateurs : 100 Arbitrage : Sandro Schärer |

| 5 mai 2021 | Servette FC (SL)                                   | 0 - 1   | (SL) FC Saint-Gall              | Stade de Genève, Carouge                       |                                                |
| 17:00 CEST |                                                    | (0 - 0) | 84e Stillhart                   | Spectateurs : 100 Arbitrage : Adrien Jaccottet | Spectateurs : 100 Arbitrage : Adrien Jaccottet |
| 17:00 CEST | Kyei 24e · Ondoua 75e · Sauthier 88e · Sasso 90+5e | Rapport | 12e Stillhart · 18e Guillemenot | Spectateurs : 100 Arbitrage : Adrien Jaccottet | Spectateurs : 100 Arbitrage : Adrien Jaccottet |

### Finale
| 24 mai 2021 | FC Saint-Gall (SL) | 1 - 3   | (SL) FC Lucerne                          | Stade du Wankdorf, Berne                               |                                                        |
| 15:00 CEST  | Adamu 42e          | (1 - 2) | 27e Ndiaye · 31e Wehrmann · 71e Schürpf  | Spectateurs : 0 (huis clos) Arbitrage : Lionel Tschudi | Spectateurs : 0 (huis clos) Arbitrage : Lionel Tschudi |
| 15:00 CEST  | Guillemenot 81e    | Rapport | 44e Ndiaye · 82e Knežević · 90+3e Frýdek | Spectateurs : 0 (huis clos) Arbitrage : Lionel Tschudi | Spectateurs : 0 (huis clos) Arbitrage : Lionel Tschudi |

### Tableau final
|  | Huitièmes de finale                   | Huitièmes de finale | Huitièmes de finale                      | Huitièmes de finale |               |               | Quarts de finale                      | Quarts de finale                      | Quarts de finale                      | Quarts de finale                      |  |  | Demi-finales                | Demi-finales                | Demi-finales                | Demi-finales                |  |  | Finale                         | Finale                         | Finale                         | Finale                         |
|  |                                       |                     |                                          |                     |               |               |                                       |                                       |                                       |                                       |  |  |                             |                             |                             |                             |  |  |                                |                                |                                |                                |
|  | Rencontre annulée                     | Rencontre annulée   | Rencontre annulée                        | Rencontre annulée   |               |               | 14 avril 2021, Stadion Kleinfeld (de) | 14 avril 2021, Stadion Kleinfeld (de) | 14 avril 2021, Stadion Kleinfeld (de) | 14 avril 2021, Stadion Kleinfeld (de) |  |  | 5 mai 2021, Stade de Genève | 5 mai 2021, Stade de Genève | 5 mai 2021, Stade de Genève | 5 mai 2021, Stade de Genève |  |  | 24 mai 2021, Stade du Wankdorf | 24 mai 2021, Stade du Wankdorf | 24 mai 2021, Stade du Wankdorf | 24 mai 2021, Stade du Wankdorf |
|  | FC Solothurn                          | FC Solothurn        | 0                                        | 0                   |               |               | 14 avril 2021, Stadion Kleinfeld (de) | 14 avril 2021, Stadion Kleinfeld (de) | 14 avril 2021, Stadion Kleinfeld (de) | 14 avril 2021, Stadion Kleinfeld (de) |  |  | 5 mai 2021, Stade de Genève | 5 mai 2021, Stade de Genève | 5 mai 2021, Stade de Genève | 5 mai 2021, Stade de Genève |  |  | 24 mai 2021, Stade du Wankdorf | 24 mai 2021, Stade du Wankdorf | 24 mai 2021, Stade du Wankdorf | 24 mai 2021, Stade du Wankdorf |
|  | FC Solothurn                          | FC Solothurn        | 0                                        | 0                   |               |               | 14 avril 2021, Stadion Kleinfeld (de) | 14 avril 2021, Stadion Kleinfeld (de) | 14 avril 2021, Stadion Kleinfeld (de) | 14 avril 2021, Stadion Kleinfeld (de) |  |  | 5 mai 2021, Stade de Genève | 5 mai 2021, Stade de Genève | 5 mai 2021, Stade de Genève | 5 mai 2021, Stade de Genève |  |  | 24 mai 2021, Stade du Wankdorf | 24 mai 2021, Stade du Wankdorf | 24 mai 2021, Stade du Wankdorf | 24 mai 2021, Stade du Wankdorf |
|  | SC Kriens                             | SC Kriens           | 3                                        | 3                   |               |               | 14 avril 2021, Stadion Kleinfeld (de) | 14 avril 2021, Stadion Kleinfeld (de) | 14 avril 2021, Stadion Kleinfeld (de) | 14 avril 2021, Stadion Kleinfeld (de) |  |  | 5 mai 2021, Stade de Genève | 5 mai 2021, Stade de Genève | 5 mai 2021, Stade de Genève | 5 mai 2021, Stade de Genève |  |  | 24 mai 2021, Stade du Wankdorf | 24 mai 2021, Stade du Wankdorf | 24 mai 2021, Stade du Wankdorf | 24 mai 2021, Stade du Wankdorf |
|  | SC Kriens                             | SC Kriens           | 3                                        | 3                   | SC Kriens     | SC Kriens     | 2                                     | 2                                     |                                       |                                       |  |  | 5 mai 2021, Stade de Genève | 5 mai 2021, Stade de Genève | 5 mai 2021, Stade de Genève | 5 mai 2021, Stade de Genève |  |  | 24 mai 2021, Stade du Wankdorf | 24 mai 2021, Stade du Wankdorf | 24 mai 2021, Stade du Wankdorf | 24 mai 2021, Stade du Wankdorf |
|  | 7 avril 2021, Stade de Copet          |                     |                                          |                     | SC Kriens     | SC Kriens     | 2                                     | 2                                     |                                       |                                       |  |  | 5 mai 2021, Stade de Genève | 5 mai 2021, Stade de Genève | 5 mai 2021, Stade de Genève | 5 mai 2021, Stade de Genève |  |  | 24 mai 2021, Stade du Wankdorf | 24 mai 2021, Stade du Wankdorf | 24 mai 2021, Stade du Wankdorf | 24 mai 2021, Stade du Wankdorf |
|  |                                       |                     | Servette FC                              | Servette FC         | 3ap           | 3ap           |                                       |                                       |                                       |                                       |  |  | 5 mai 2021, Stade de Genève | 5 mai 2021, Stade de Genève | 5 mai 2021, Stade de Genève | 5 mai 2021, Stade de Genève |  |  | 24 mai 2021, Stade du Wankdorf | 24 mai 2021, Stade du Wankdorf | 24 mai 2021, Stade du Wankdorf | 24 mai 2021, Stade du Wankdorf |
|  | FC Vevey United                       | FC Vevey United     | Servette FC                              | Servette FC         | 3ap           | 3ap           | 2                                     | 2                                     |                                       |                                       |  |  | 5 mai 2021, Stade de Genève | 5 mai 2021, Stade de Genève | 5 mai 2021, Stade de Genève | 5 mai 2021, Stade de Genève |  |  | 24 mai 2021, Stade du Wankdorf | 24 mai 2021, Stade du Wankdorf | 24 mai 2021, Stade du Wankdorf | 24 mai 2021, Stade du Wankdorf |
|  | FC Vevey United                       | FC Vevey United     | 14 avril 2021, Stade du Letzigrund       |                     |               |               | 2                                     | 2                                     |                                       |                                       |  |  | 5 mai 2021, Stade de Genève | 5 mai 2021, Stade de Genève | 5 mai 2021, Stade de Genève | 5 mai 2021, Stade de Genève |  |  | 24 mai 2021, Stade du Wankdorf | 24 mai 2021, Stade du Wankdorf | 24 mai 2021, Stade du Wankdorf | 24 mai 2021, Stade du Wankdorf |
|  | Servette FC                           | Servette FC         | 4                                        | 4                   |               |               |                                       |                                       |                                       |                                       |  |  | 5 mai 2021, Stade de Genève | 5 mai 2021, Stade de Genève | 5 mai 2021, Stade de Genève | 5 mai 2021, Stade de Genève |  |  | 24 mai 2021, Stade du Wankdorf | 24 mai 2021, Stade du Wankdorf | 24 mai 2021, Stade du Wankdorf | 24 mai 2021, Stade du Wankdorf |
|  | Servette FC                           | Servette FC         | 4                                        | 4                   | Servette FC   | Servette FC   | 0                                     | 0                                     |                                       |                                       |  |  |                             |                             |                             |                             |  |  | 24 mai 2021, Stade du Wankdorf | 24 mai 2021, Stade du Wankdorf | 24 mai 2021, Stade du Wankdorf | 24 mai 2021, Stade du Wankdorf |
|  | 24 février 2021, Stade du Letzigrund  |                     |                                          |                     | Servette FC   | Servette FC   | 0                                     | 0                                     |                                       |                                       |  |  |                             |                             |                             |                             |  |  | 24 mai 2021, Stade du Wankdorf | 24 mai 2021, Stade du Wankdorf | 24 mai 2021, Stade du Wankdorf | 24 mai 2021, Stade du Wankdorf |
|  |                                       |                     | FC Saint-Gall                            | FC Saint-Gall       | 1             | 1             |                                       |                                       |                                       |                                       |  |  |                             |                             |                             |                             |  |  | 24 mai 2021, Stade du Wankdorf | 24 mai 2021, Stade du Wankdorf | 24 mai 2021, Stade du Wankdorf | 24 mai 2021, Stade du Wankdorf |
|  | Grasshopper                           | Grasshopper         | FC Saint-Gall                            | FC Saint-Gall       | 1             | 1             | 2                                     | 2                                     |                                       |                                       |  |  |                             |                             |                             |                             |  |  | 24 mai 2021, Stade du Wankdorf | 24 mai 2021, Stade du Wankdorf | 24 mai 2021, Stade du Wankdorf | 24 mai 2021, Stade du Wankdorf |
|  | Grasshopper                           | Grasshopper         | 4 mai 2021, Stade du Brügglifeld         |                     |               |               | 2                                     | 2                                     |                                       |                                       |  |  |                             |                             |                             |                             |  |  | 24 mai 2021, Stade du Wankdorf | 24 mai 2021, Stade du Wankdorf | 24 mai 2021, Stade du Wankdorf | 24 mai 2021, Stade du Wankdorf |
|  | FC Lausanne-Sport                     | FC Lausanne-Sport   | 0                                        | 0                   |               |               |                                       |                                       |                                       |                                       |  |  |                             |                             |                             |                             |  |  | 24 mai 2021, Stade du Wankdorf | 24 mai 2021, Stade du Wankdorf | 24 mai 2021, Stade du Wankdorf | 24 mai 2021, Stade du Wankdorf |
|  | FC Lausanne-Sport                     | FC Lausanne-Sport   | 0                                        | 0                   | Grasshopper   | Grasshopper   | 1                                     | 1                                     |                                       |                                       |  |  |                             |                             |                             |                             |  |  | 24 mai 2021, Stade du Wankdorf | 24 mai 2021, Stade du Wankdorf | 24 mai 2021, Stade du Wankdorf | 24 mai 2021, Stade du Wankdorf |
|  | 8 avril 2021, Kybunpark               |                     |                                          |                     | Grasshopper   | Grasshopper   | 1                                     | 1                                     |                                       |                                       |  |  |                             |                             |                             |                             |  |  | 24 mai 2021, Stade du Wankdorf | 24 mai 2021, Stade du Wankdorf | 24 mai 2021, Stade du Wankdorf | 24 mai 2021, Stade du Wankdorf |
|  |                                       |                     | FC Saint-Gall                            | FC Saint-Gall       | 2             | 2             |                                       |                                       |                                       |                                       |  |  |                             |                             |                             |                             |  |  | 24 mai 2021, Stade du Wankdorf | 24 mai 2021, Stade du Wankdorf | 24 mai 2021, Stade du Wankdorf | 24 mai 2021, Stade du Wankdorf |
|  | FC Saint-Gall                         | FC Saint-Gall       | FC Saint-Gall                            | FC Saint-Gall       | 2             | 2             | 4                                     | 4                                     |                                       |                                       |  |  |                             |                             |                             |                             |  |  | 24 mai 2021, Stade du Wankdorf | 24 mai 2021, Stade du Wankdorf | 24 mai 2021, Stade du Wankdorf | 24 mai 2021, Stade du Wankdorf |
|  | FC Saint-Gall                         | FC Saint-Gall       | 6 avril 2021, Stade du Brügglifeld       |                     |               |               | 4                                     | 4                                     |                                       |                                       |  |  |                             |                             |                             |                             |  |  | 24 mai 2021, Stade du Wankdorf | 24 mai 2021, Stade du Wankdorf | 24 mai 2021, Stade du Wankdorf | 24 mai 2021, Stade du Wankdorf |
|  | BSC Young BoysTT                      | BSC Young BoysTT    | 1                                        | 1                   |               |               |                                       |                                       |                                       |                                       |  |  |                             |                             |                             |                             |  |  | 24 mai 2021, Stade du Wankdorf | 24 mai 2021, Stade du Wankdorf | 24 mai 2021, Stade du Wankdorf | 24 mai 2021, Stade du Wankdorf |
|  | BSC Young BoysTT                      | BSC Young BoysTT    | 1                                        | 1                   | FC Saint-Gall | FC Saint-Gall | 1                                     | 1                                     |                                       |                                       |  |  |                             |                             |                             |                             |  |  |                                |                                |                                |                                |
|  | 10 février 2021, Stade du Brügglifeld |                     |                                          |                     | FC Saint-Gall | FC Saint-Gall | 1                                     | 1                                     |                                       |                                       |  |  |                             |                             |                             |                             |  |  |                                |                                |                                |                                |
|  |                                       |                     | FC Lucerne                               | FC Lucerne          | 3             | 3             |                                       |                                       |                                       |                                       |  |  |                             |                             |                             |                             |  |  |                                |                                |                                |                                |
|  | FC Aarau                              | FC Aarau            | FC Lucerne                               | FC Lucerne          | 3             | 3             | 4ap                                   | 4ap                                   |                                       |                                       |  |  |                             |                             |                             |                             |  |  |                                |                                |                                |                                |
|  | FC Aarau                              | FC Aarau            |                                          |                     |               |               |                                       | 4ap                                   |                                       |                                       |  |  |                             |                             |                             |                             |  |  |                                |                                |                                |                                |
|  | FC Sion                               | FC Sion             | 2                                        | 2                   |               |               |                                       |                                       |                                       |                                       |  |  |                             |                             |                             |                             |  |  |                                |                                |                                |                                |
|  | FC Sion                               | FC Sion             | 2                                        | 2                   | FC Aarau      | FC Aarau      | 3                                     | 3                                     |                                       |                                       |  |  |                             |                             |                             |                             |  |  |                                |                                |                                |                                |
|  | 17 février 2021, Parc Saint-Jacques   |                     |                                          |                     | FC Aarau      | FC Aarau      | 3                                     | 3                                     |                                       |                                       |  |  |                             |                             |                             |                             |  |  |                                |                                |                                |                                |
|  |                                       |                     | FC Winterthour                           | FC Winterthour      | 0             | 0             |                                       |                                       |                                       |                                       |  |  |                             |                             |                             |                             |  |  |                                |                                |                                |                                |
|  | FC Winterthour                        | FC Winterthour      | FC Winterthour                           | FC Winterthour      | 0             | 0             | 6                                     | 6                                     |                                       |                                       |  |  |                             |                             |                             |                             |  |  |                                |                                |                                |                                |
|  | FC Winterthour                        | FC Winterthour      | 13 avril 2021, Stadio comunale Cornaredo |                     |               |               | 6                                     | 6                                     |                                       |                                       |  |  |                             |                             |                             |                             |  |  |                                |                                |                                |                                |
|  | FC Bâle                               | FC Bâle             | 2                                        | 2                   |               |               |                                       |                                       |                                       |                                       |  |  |                             |                             |                             |                             |  |  |                                |                                |                                |                                |
|  | FC Bâle                               | FC Bâle             | 2                                        | 2                   | FC Aarau      | FC Aarau      | 1                                     | 1                                     |                                       |                                       |  |  |                             |                             |                             |                             |  |  |                                |                                |                                |                                |
|  | 10 mars 2021, Stadio Riva IV (it)     |                     |                                          |                     | FC Aarau      | FC Aarau      | 1                                     | 1                                     |                                       |                                       |  |  |                             |                             |                             |                             |  |  |                                |                                |                                |                                |
|  |                                       |                     | FC Lucerne                               | FC Lucerne          | 2             | 2             |                                       |                                       |                                       |                                       |  |  |                             |                             |                             |                             |  |  |                                |                                |                                |                                |
|  | FC Chiasso                            | FC Chiasso          | FC Lucerne                               | FC Lucerne          | 2             | 2             | 1                                     | 1                                     |                                       |                                       |  |  |                             |                             |                             |                             |  |  |                                |                                |                                |                                |
|  | FC Chiasso                            | FC Chiasso          |                                          |                     |               |               |                                       | 1                                     |                                       |                                       |  |  |                             |                             |                             |                             |  |  |                                |                                |                                |                                |
|  | FC Lucerne                            | FC Lucerne          | 2                                        | 2                   |               |               |                                       |                                       |                                       |                                       |  |  |                             |                             |                             |                             |  |  |                                |                                |                                |                                |
|  | FC Lucerne                            | FC Lucerne          | 2                                        | 2                   | FC Lugano     | FC Lugano     | 1                                     | 1                                     |                                       |                                       |  |  |                             |                             |                             |                             |  |  |                                |                                |                                |                                |
|  | 7 avril 2021, Stade Philippe Pottier  |                     |                                          |                     | FC Lugano     | FC Lugano     | 1                                     | 1                                     |                                       |                                       |  |  |                             |                             |                             |                             |  |  |                                |                                |                                |                                |
|  |                                       |                     | FC Lucerne                               | FC Lucerne          | 2ap           | 2ap           |                                       |                                       |                                       |                                       |  |  |                             |                             |                             |                             |  |  |                                |                                |                                |                                |
|  | FC Monthey                            | FC Monthey          | FC Lucerne                               | FC Lucerne          | 2ap           | 2ap           | 0                                     | 0                                     |                                       |                                       |  |  |                             |                             |                             |                             |  |  |                                |                                |                                |                                |
|  | FC Monthey                            | FC Monthey          |                                          |                     |               |               |                                       | 0                                     |                                       |                                       |  |  |                             |                             |                             |                             |  |  |                                |                                |                                |                                |
|  | FC Lugano                             | FC Lugano           | 3                                        | 3                   |               |               |                                       |                                       |                                       |                                       |  |  |                             |                             |                             |                             |  |  |                                |                                |                                |                                |
|  | FC Lugano                             | FC Lugano           | 3                                        | 3                   |               |               |                                       |                                       |                                       |                                       |  |  |                             |                             |                             |                             |  |  |                                |                                |                                |                                |
|  |                                       |                     |                                          |                     |               |               |                                       |                                       |                                       |                                       |  |  |                             |                             |                             |                             |  |  |                                |                                |                                |                                |

( ) = Tirs au but; ap = Après prolongation. TT = Tenant du titre

## Synthèse

### Nombre d'équipes par division et par tour
| Ligues / Tours              | 1er tour | 2e tour       | 8es de finale | Quarts de finale | Demi-finales  | Finale        | Vainqueur     |
| --------------------------- | -------- | ------------- | ------------- | ---------------- | ------------- | ------------- | ------------- |
| Super League (1)            | Absents  | 5             | 8             | 4                | 3             | 2             | 1             |
| Challenge League (2)        | Absents  | 10            | 5             | 4                | 1             | Aucune équipe | Aucune équipe |
| Promotion League (3)        | 3        | 2             | Aucune équipe | Aucune équipe    | Aucune équipe | Aucune équipe | Aucune équipe |
| 1re ligue (4)               | 4        | 4             | 2             | Aucune équipe    | Aucune équipe | Aucune équipe | Aucune équipe |
| 2e ligue interrégionale (5) | 4        | 2             | 1             | Aucune équipe    | Aucune équipe | Aucune équipe | Aucune équipe |
| 2e ligue (6)                | 4        | 1             | Aucune équipe | Aucune équipe    | Aucune équipe | Aucune équipe | Aucune équipe |
| 3e ligue (7)                | 3        | Aucune équipe | Aucune équipe | Aucune équipe    | Aucune équipe | Aucune équipe | Aucune équipe |
| Total                       | 18       | 24            | 16            | 8                | 4             | 2             | 1             |